# Kertosari (Kutorejo)
Kertosari is een bestuurslaag in het regentschap Mojokerto van de provincie Oost-Java, Indonesië. Kertosari telt 2653 inwoners (volkstelling 2010).